# Jeziorsko
Jeziorsko – wieś w Polsce, położona w województwie łódzkim, w powiecie sieradzkim, w gminie Warta. Miejscowość położona na trasie z Sieradza do Turku (DK83), na skraju doliny Warty nad zbiornikiem Jeziorsko.
Do 1937 r. siedziba gminy Ostrów Wartski, a w latach 1937–1954 gminy Jeziorsko. W latach 1954–1972 wieś należała i była siedzibą władz gromady Jeziorsko. W latach 1975–1998 miejscowość administracyjnie należała do województwa sieradzkiego.

## Historia
W średniowieczu należała do kasztelanii spicymierskiej, potem do województwa sieradzkiego. Pierwsza wzmianka z 1324 r. Była to posiadłość szlachecka. W XVI w. należała do rodu Ostrowskich herbu Korab. Obok wsi miała być zbudowana główna tama zbiornika Jeziorsko. Nazwę pozostawiono, mimo że tama została przeniesiona w dół rzeki, do wsi Skęczniew (ok. 10 km na północ).
Parafię w Jeziorsku erygowano w pierwszej połowie XIV wieku. Pierwszy kościół wspomniany w 1520 r. Po pożarze w 1636 r. kolejny był konsekrowany w 1710 r. Obecny Podwyższenia Krzyża Świętego, bezstylowy – zbudowany w latach 1854–1856, z wyposażeniem XVII–XVIII w. W XIX wieku przy kościele istniał szpital dla ubogich. Na cmentarzu kaplica św. Krzyża, dawniej grobowiec Józefa Reccera. We wschodniej części cmentarza mogiła powstańców z 1863 r., ozdobiona płaskorzeźbą. W 1914 r. pochowano tu też poległych w bitwie pod Maszewem legionistów z 1 pułku strzelców, jednak mogiła ta nie zachowała się.
Na cmentarzu pochowano m.in.: Mariana Dunin-Borkowskiego (ur. w 1860 r. w Obodówce na Podolu, zm. w 1913 r. w Ustkowie) – administratora dóbr Ustków i Rożdżały (płytę nagrobną z herbem Dunin wykonaną w firmie Alfreda Fiebigera w Kaliszu ufundowało Kazimierzostwo Tymowscy); ks. Bolesława Zielińskiego (1866–1930) – proboszcza Jeziorska (płytę ufundowali Stanisław i Zdzisław Kamoccy z Ustkowa); rodzinę Dłużniakiewiczów – obywateli ziemskich, m.in.: Józefa (zm. 1928) – byłego obywatela ziemskiego, Józefa (zm. 1884) – dziedzica Wacławowa, Ewę z Dłużniakiewiczów Kokeli (1851–1888). Więcej danych o cmentarzu na stronie Związku Szlachty Polskiej.

## Wspólnoty wyznaniowe
- Kościół rzymskokatolicki:
  - Parafia Podwyższenia Krzyża Świętego w Jeziorsku
- Świadkowie Jehowy:
  - zbór (Sala Królestwa)[3].